# Heliotropium geissei
Heliotropium geissei är en strävbladig växtart som beskrevs av Federico Philippi och Rodolfo Amando Philippi. Heliotropium geissei ingår i Heliotropsläktet som ingår i familjen strävbladiga växter. Inga underarter finns listade i Catalogue of Life.